# کاژیمیش دالنی
کاژیمیش دالنی (به لاتین: Kazimierz Dolny) یک شهر در لهستان است که در گمینا کاژمیژ دولنه واقع شده‌است. کازیمیرز دالنی ۳۰٫۴۴ کیلومتر مربع مساحت و ۳٬۵۷۲ نفر جمعیت دارد.

## خواهرخوانده
شهرهای شتگلیتس-تسهلندورف و اشتاوفن ایم برایزگاو خواهرخوانده‌های کازیمیرز دالنی هستند.